# میرزا محمود تاجر اصفهانی
میرزا محمود تاجراصفهانی از بازاریهای تهرانی بود، که در دوره نخست بعنوان نماینده تهران در مجلس شورای ملی حضور داشت.